# Alessandro Volta
Alessandro Volta (n. 18 februarie 1745, Como, Ducatul Milanului, Sfântul Imperiu Roman – d. 5 martie 1827, Como, Regatul Lombardia-Veneția, Imperiul Austriac) a fost un fizician italian, a inventat pila electrică, iar numele său a fost dat unității de măsură a mărimii tensiune electrică (volt).

## Biografie
Alessandro Volta s-a născut în orașul italian Como, într-o familie nobilă. A studiat în școlile publice din orașul său, intrând apoi, în 1758, la colegiul iezuit. De la vârsta de 14 ani începe să fie atras de știință și refuză să urmeze cariera ecleziastică, o tradiție în familia sa. În anul 1769 publică prima sa lucrare despre electricitate (un subiect științific "la modă" în vremea sa) - De vi attractiva ignis electrici - care atrage atenția asupra sa și îl ajută să obțină postul de profesor de fizică la liceul din Como, unde a activat între anii 1774-1779.
În paralel cu activitatea de profesor, Volta își continuă studiile și experimentele, devenind cunoscut în domeniu, iar în anul 1779 obține numirea în funcția de profesor la Universitatea din Pavia, unde își continuă munca în domeniul electricității și face o serie de invenții revoluționare, care îi aduc importante distincții, printre care medalia Copley (1791) a Royal Society din Londra al cărui membru era, Legiunea de onoare și altele.
În anul 1801 Napoleon îl invită la Paris și îi acordă statutul de membru al Institut de France și îl numește conte, iar mai târziu senator al Lombardiei, în 1810. Cea mai mare onoare a primit-o din partea comunității oamenilor de știință, care, în cinstea lui, au numit unitatea de măsură pentru forța electromotoare și potențial electric – "volt".
Contribuția sa în domeniul fizicii și al electricității în special a fost deosebit de importantă, fiind punctul de plecare pentru numeroase cercetări și descoperiri ulterioare. A făcut cercetări și în domeniile chimiei (în 1778 a fost primul savant care a izolat metanul, principalul constituent al gazului natural), meteorologiei (a inventat electrometrul, instrument de măsurare a electricității atmosferice).

## Invenții
- electroforul (un instrument pentru acumularea de electricitate statică – care stă la baza condensatoarelor utilizate și astăzi) (1774)
- electroscopul (un instrument care permite evidențierea diferențelor de potențial) (1779)
- prima baterie electrică din istorie, așa-numita "pilă voltaică" - "strămoșul" bateriilor electrice, ce permitea transformarea energiei chimice în energie electrică. (1800)

## Pila voltaică
Această invenție constă dintr-o coloană verticală compusă dintr-o succesiune de 1 disc de cupru/1 disc de hârtie îmbibată în soluție salină/1 disc de zinc. La extremitățile coloanei era atașat câte un fir metalic între care se producea un curent electric continuu de joasă intensitate.
Volta descria invenția sa ca un "organ electric", similar celui al peștelui-torpilă. La originea invenției se află teoria " electricității animale" și experiențele asupra broaștelor ale altui fizician italian, Luigi Galvani. Repetând experiențele acestuia, Volta a avansat ipoteza că originea curentului electric apărut când mușchiul este în contact cu două metale diferite nu este țesutul organic, ci contactul între metale – și a demonstrat această ipoteză înlocuind țesutul broaștei cu bucățele de hârtie înmuiate în soluție salină (conductoare) și obținând astfel curent electric, infirmând teoria lui Galvani.
Pila voltaică marchează o epocă în teoria fizicii, ca și în aplicațiile științei puse în slujba omenirii. Aceasta a permis realizarea electrolizei apei (descompunerea apei în oxigen și hidrogen pur cu ajutorul curentului electric continuu furnizat de pila voltaică) de către A. Carlisle și W. Nicholson în 1800, apoi a separării sodiului (Na) și potasiului (K) din sărurile lor, de către Sir Humphry Davy în 1807, și în sfârșit a descoperirii efectului magnetic al curentului electric de către Oersted în 1820.

## Publicații
- De vi attractiva ignis electrici (1769) (Despre forța atractivă a focului electric)

## Vezi și
- Eudiometru